# 南泉日本戰俘營
南泉日本戰俘營位於重慶市巴南區南泉鎮紅旗村劉家灣、和平村梁家邊組，含鹿角日本戰俘營、紅旗日本戰俘營，文物遺址年代為1942年，2009年12月15日列為第二批重慶市文物保護單位。